# Sovramonte
Sovramonte es una localidad y comune italiana de la provincia de Belluno, región de Véneto, con 1.576 habitantes.

## Evolución demográfica
| Gráfica de evolución demográfica de Sovramonte entre 1861 y 2001 |
|                                                                  |
| Fuente ISTAT - elaboración gráfica de Wikipedia                  |